# Liste du patrimoine immobilier classé de Frasnes-lez-Anvaing
Cette page regroupe l'ensemble du patrimoine immobilier classé de la commune belge de Frasnes-lez-Anvaing.
| Objet | Année de construction / Architecte              | Adresse                    | Section communale | Coordonnées                      | Numéro d’inventaire | Illustration              |
| --- | ----------------------------------------------- | -------------------------- | ----------------- | -------------------------------- | ------------------- | ------------------------- |
| Château d'Anvaing : façades et toitures du château et de ses dépendances, salle à manger et cheminée gothique du hall d'entrée et parc | 1561 (début du château actuel, modifié en 1800) | Drève du Château, n° 3-5-7 | Anvaing           | 50° 40′ 37″ nord, 3° 34′ 39″ est | 51065-CLT-0001-01   | Château d'Anvaing         |
| Église Saint-Georges | XIIe siècle                                     |                            | Cordes            | 50° 41′ 18″ nord, 3° 32′ 00″ est | 51065-CLT-0004-01   | Église Saint-Georges      |
| Moulin à vent en bois dit Moulin Müen également appelé Valentin                                                                        |                                                 | Rue Durenne                | Saint-Sauveur     | 50° 43′ 29″ nord, 3° 36′ 45″ est | 51065-CLT-0005-01   | Image manquanteTéléverser |